# Simón Bolívar (Zulia)
Simón Bolívar é um município da Venezuela localizado no estado de Zulia.
A capital do município é a cidade de Tía Juana.